# Gorazd Kušej
Gorazd Kušej, slovenski pravnik in pedagog, * 17. december 1907, Gradec, † 9. december 1985, Ljubljana.
Gorazd Kušej, sin Radoslava Kušeja, ki je bil 21. rektor Univerze v Ljubljani, je leta 1929 diplomiral na ljubljanski Pravni fakulteti in tu 1930 tudi doktoriral. Strokovno se je izpoponjeval na univerzah v Bordeauxu, na Dunaju ter na akademiji za mednarodno pravo v Haagu. Leta 1939 je postal na univerzitetni katedri za ustavno pravo in teorijo države Pravne fakultete v Ljubljani izredni ter 1945 redni profesor. V letih 1947/1948 je bil dekan Pravne fakultete, leta 1950 do 1952 pa rektor ljubljanske univerze. 
Ukvarjal se je s filozofijo prava v povezavi s politično zanostjo, pravno zgodovino in sociologijo. Utemeljil je razvoj sodobne teorije države in prava in primerjalnega ustavnega prava ter vplival na razvoj sodobnega slovenskega pravnega izrazja. 
Od leta 1958 je bil redni član SAZU in dve mandatni obdobji (1972-80) njen glavni tajnik. Bil je tudi član združenja za mednarodno pravo v Londonu, za primerjalno pravo v Parizu in Stanislavove akademije v Nancyju. Ljubljanska univerza mu je leta 1979 podelila naslov zaslužnega profesorja, 1980 pa je za življenjsko delo prejel Kidričevo nagrado. 

## Dela
- Sodobna demokracija (1933)
- Material za študij predmeta Primerjalno ustavno pravo (1960)
- Uvod v pravoznanstvo (1960-1.izd; do 1980 7 izdaj, kasnejše v soavtorstu)
- Politični sistem Jugoslavije (1963)
- Rousseau in njegova družbena pogodba (objavljeno v zborniku Izročilo pravne znanosti, 2008)